# Asuka Fantasy DX
Asuka Fantasy DX (月刊ASUKAファンタジーDX?, Gekkan Asuka Fantajī DX) o semplicemente Fantasy DX è una rivista giapponese dedicata ai manga shōjo  ed è distribuita dalla Kadokawa Shoten, ma è al momento stata cancellata come pubblicazione. La rivista pubblicava anche titoli di avventura e di fantascienza, come per esempio Angelique e Cowboy Bebop.

## Riviste correlate
- Monthly Asuka